# Bergtussen
Bergtussen är en kulle i Antarktis. Norge gör anspråk på området. Toppen på Bergtussen är 2 232 meter över havet, eller 134 meter över den omgivande terrängen. Bredden vid basen är 0,90 km.
Terrängen runt Bergtussen är kuperad österut, men västerut är den platt. Trakten är glest befolkad. Det finns inga samhällen i närheten.